# Strach a touha
Strach a touha (v anglickém originále Fear and Desire) je britský film z roku 1953. Natočil jej režisér Stanley Kubrick podle scénáře Howarda Sacklera. Jde o Kubrickův první celovečerní film. Autorem hudby k filmu byl Gerald Fried, který s režisérem spolupracoval i na dalších projektech. Jde o protiválečný film sledující čtyři vojáky, kteří se ocitnou za nepřátelskou linií a snaží se vymyslet plán, jak se dostat zpět. Ve filmu hráli Frank Silvera, Paul Mazursky a další.